# Nav
Nav je izraz koji u slavenskoj mitologiji označava duše mrtvih i naziv je za podzemlje nad kojim vlada Veles. Često se interpretira kao ime za podzemnu inačicu Irija (raja).
Pojedini jezikoslovci vjeruju da je riječ označavala duše osoba umrlih tragičnom ili prijevremenom smrću, ubojica, čarobnjaka, žrtava ubojstva te utopljenih (vodenjaka). Takvi bi duhovi navodno bili agresivni prema ljudima iz zavisti prema životu. U bugarskom se folkloru pojavljuje i 12 navija koje piju krvu trudnicama pri porođaju, a rutenijska Povijest minulih godina navije predstavlja kao demonsku personifikaciju kuge iz 1092. u Polocku. Prema nekim narodnim pričama navije su najčešće preuzimale oblik ptica.
Nav je također označavao podzemni svijet pod vlašću boga Velesa i od svijeta odvojena morem ili rijekom duboko u podzemlju. Prema rutenijskom narodnom vjerovanju Veles je stanovao usred Nava, u močvari u kojoj je imao zlatni tron u podnožju drva svijeta. Nav je također prikazan i simbolično kao prostrana zelena ravnica na koju je Veles dovodio duše, a ulaz u Nav čuvao je zmaj. Postojalo je vjerovanje kako će duše iz Nava u nekom trenu ponovno biti rođene na ovom svijetu.

## Etimologija
Riječi nawia, nav te druge inačice u raznim slavenskim jezicima (poput mavka, njavka i navje) vjerojatno su nastale iz staroslavenske riječi *navь-, koja je značila »truplo« ili »mrtav«. U drugim indoeuropskim jezicima srodne su joj letonska riječ nāve i litavska riječ nõvis (obje »smrt«), pruska nowis (»tijelo/meso«), staroistočnoslavenska навь (nav') i gotska riječ 𐌽𐌰𐌿𐍃 (naus, obje »truplo«).